# Gino Loria
Gino Loria, né à Mantoue le 19 mai 1862, mort à Gênes, le 30 janvier 1954, est un mathématicien italien, historien des mathématiques.

## Biographie
En  1883, Gino Loria est diplômé de l'université de Turin. Après 1886 il enseigne l'algèbre et la géométrie analytique  à l'université de Gênes. Il étudie les strophoïdes à nœuds et contribue au développement des études de l'histoire des mathématiques italiennes. 
Professeur émérite et respectable de l'université de Gênes,  président de l'Académie internationale d'histoire des sciences, il affirme que la géométrie descriptive trouve sa source, non dans les travaux des ingénieurs militaires français du XVIIIe siècle, mais dans l'art du trait des tailleurs de pierre. Par ailleurs, ses convictions le poussent malheureusement à prendre parti contre la participation des jeunes filles aux activités mathématiques (lors des difficultés rencontrées par Sofia Kovalevskaya pour trouver une université d'accueil).
On lui doit d'avoir baptisé « trisectrice de Catalan » la cubique de Tschirnhausen (1690), antipodaire d'une parabole par rapport à son foyer.
Un astéroïde ((27056) Ginoloria) porte son nom.

## Travaux
- (it) Curve sghembe speciali algebriche e trascendenti (2 vol.) (Bologne, N. Zanichelli, 1925)
- (it) Le scienze esatte nell' antica Grecia (Milan, U. Hoepli, 1914)
- Storia delle matematiche dall'alba della civiltà al tramonto del secolo XIX (Milan, U. Hoepli 1950)
- (de) Vorlesungen über darstellende Geometrie (2 vol.) (Berlin, B.G. Teubner, 1907)
- (de) Die hauptsachlichsten Theorien der Geometrie in ihrer früheren und heutigen Entwickelung (Berlin, B.G. Teubner, 1907)

### Articles
- "La scienza nel secolo 18.", Scientia : rivista internazionale di sintesi scientifica, 45, 1929, pp. 1-12.
- "Lo sviluppo delle matematiche pure durante il secolo 19. Parte 1: La Geometria: dalla geometria descrittiva alla geometria numerativa", Scientia : rivista internazionale di sintesi scientifica, 45, 1929, pp. 225-234.
- "Lo sviluppo delle matematiche pure durante il secolo 19. Parte 2: La Geometria: dalla geometria differenziale all'analysis situs", Scientia : rivista internazionale di sintesi scientifica, 45, 1929, pp. 297-306.
- "La legge d'evoluzione propria delle matematiche", Scientia : rivista internazionale di sintesi scientifica, 41, 1927, pp. 321-332.

## Source bibliographique
- Joël Sakarovitch, Épures d'architecture : de la coupe des pierres à la géométrie descriptive, Springer, 1998  (ISBN 3764357010).